# سرپنتاین ریور
سرپنتاین ریور (به انگلیسی: Serpentine River (Western Australia)) رودخانه‌ای است که در استرالیا جریان دارد.